# Chris Delaney
Christofer Delaney, detto Chris (Newton, 16 luglio 1957), è un ex tennista statunitense.

## Carriera
In carriera ha vinto tre titoli di doppio su quattro finali disputate mentre in singolare si è avventurato in una sola occasione fino alla finale di un torneo uscendone sconfitto. Ha raggiunto la 48ª posizione mondiale nel marzo 1980 dopo che a inizio stagione aveva giocato la finale a Perth, nei tornei dello Slam ha vinto solo due incontri in carriera, curiosamente il primo successo lo ha avuto agli Australian Open 1979 sconfiggendo il fratello Jim in tre set per poi venire eliminato da Peter McNamara al turno successivo.

## Statistiche

### Singolare

#### Finali perse (1)
| Numero | Anno | Torneo                         | Superficie | Avversario in finale | Punteggio |
| 1.     | 1980 | Western Australian Open, Perth | Erba       | Colin Dibley         | 2-6, 4-6  |

### Doppio

#### Vittorie (3)
| Numero | Anno | Torneo              | Superficie    | Compagno    | Avversari in finale          | Punteggio |
| 1.     | 1977 | ATP Taipei, Taipei  | Cemento       | Pat Du Pré  | Steve Docherty Tom Gorman    | 7–6, 7–6  |
| 2.     | 1979 | Indian Open, Bombay | Terra battuta | Jim Delaney | Thomas Fürst Wolfgang Popp   | 7–6, 6–2  |
| 3.     | 1980 | ATP Nizza, Nizza    | Terra battuta | Kim Warwick | Stanislav Birner Jiří Hřebec | 6–4, 6–0  |

#### Finali perse (1)
| Numero | Anno | Torneo              | Superficie | Compagno    | Avversari in finale     | Punteggio |
| 1.     | 1980 | Lorraine Open, Metz | Sintetico  | Kim Warwick | Colin Dibley Gene Mayer | 6–7, 5–7  |